# Émile Destombes
Émile Destombes, né le 15 août 1935 à Roncq (Nord) et mort le 28 janvier 2016 à Phnom Penh (Cambodge), est un évêque catholique français, membre des Missions étrangères de Paris (MEP) et vicaire apostolique de Phnom-Penh au Cambodge de 1997 à 2010.

## Repères biographiques
Émile Destombes a été ordonné prêtre le 21 décembre 1961 pour les Missions étrangères de Paris.
Il part pour le Cambodge le 10 mars 1965 et il s'attaque à l'étude de la langue khmère à l'école de Chrui Changvar.
Dès 1965, il enseigne la philosophie au lycée Descartes de Phnom Penh.
En 1966, il passe une année d'approfondissement d'étude de la langue khmère à Chomnour-Battambang.
De 1967 à 1970, il est professeur de philosophie au petit séminaire, et de 1970 à 1975 il dirige la Caritas du Cambodge.
Parallèlement, il dirige un foyer d'étudiants à Phnom Penh de 1967 à 1975.
En 1975, à la prise de pouvoir des Khmers rouges de Pol Pot, il est expulsé du pays et, de retour en France, travaille pendant quelques années au service « Échange France-Asie » à Paris, rue du Bac. Mais il repart rapidement en mission, au Brésil cette fois, où il travaille de 1979 à 1989 comme curé de Palmeirópolis.
En 1990, il est nommé représentant de Caritas Internationalis au Cambodge, ce qui lui permet, en plus des activités caritatives, de commencer à sillonner le pays pour visiter et rassembler les communautés chrétiennes dispersées par la déportation et la guerre.
Nommé vicaire apostolique coadjuteur de Phnom-Penh au Cambodge le 14 avril 1997 avec le titre d'évêque in partibus d'Altava (de), il est consacré le 5 octobre suivant.
Il devient vicaire apostolique titulaire de Phnom-Penh le 14 avril 2001 après la démission de Yves Ramousse. Il se retire le 1er octobre 2010 date à laquelle Olivier Schmitthaeusler, son coadjuteur, lui succède. Il se retire dans une petite maison sur la presqu'île de Chrui Changvar, près de Phnom Penh, là même où il avait commencé son parcours au Cambodge.
Il meurt le 28 janvier 2016, quelques minutes après que l'eucharistie a été célébrée dans sa chambre par Olivier Schmitthaeusler, son successeur.

## Succession apostolique
Émile Destombes a ordonné les évêques suivants :
- Évêque Olivier Schmitthaeusler, M.E.P.